# Thomas Fancutt
Thomas Fancutt (* 25. Februar 1995 in Brisbane, New South Wales) ist ein australischer Tennisspieler.

## Karriere
Thomas Fancutt kommt aus einer Tennisfamilie. Sein Vater Trevor Fancutt, seine Mutter Daphne Seeney und seine Onkel Charlie Fancutt und Michael Fancutt spielten alle ebenfalls Tennis.
Thomas spielte als Junior bis 2013 und spielte dort einmal ein Grand-Slam-Turnier – die Australian Open im Einzel, wo er die dritte Runde erreichte. Als Junior erreichte er Platz 215.
Fancutt spielte ab 2014 regelmäßig Turniere der drittklassigen ITF Future Tour und gewann dort 2015 im Doppel seinen ersten Titel im Doppel. Den ersten Einzeltitel gewann er 2016 und blieb auch sein bislang einziger. Auf der ATP Challenger Tour konnte er im Einzel 2019 in Chengdu einmal das Achtelfinale erreichen. Im Doppel war er bislang erfolgreicher. Bis Ende 2018 gewann er im Doppel 5 Futures. Zudem kam er in diesem Jahr zu guten Resultaten bei Challengers. Er zog zunächst ins Halbfinale von Traralgon ein, ehe er in Canberra noch einen Schritt weiter bis ins Finale ging. Dort unterlag er jedoch knapp im Match-Tie-Break. Kurz darauf erreichte er auch seinen Karrierebestwert von Rang 276 im Doppel der Tennisweltrangliste, im Einzel stand er Anfang 2019 mit Platz 491 am besten. Seitdem konnte er im Doppel 2020 einen weiteren Future-Titel gewinnen.
2021 kam Fancutt in Melbourne zu seinem Debüt auf der ATP Tour, nachdem er dort eine Wildcard von den Turnierverantwortlichen erhalten hatte. Hier unterlag er im Einzel dem Brasilianer Thiago Monteiro in zwei Sätzen.
Im März 2025 hat Fancutt sich einer freiwilligen vorläufigen Sperre unterworfen, da er gegen eine Dopingregel verstoßen hatte. Die ITIA sperrte ihn im August für 10 Monate.

## Erfolge
| Legende (Anzahl der Siege) |
| Grand Slam                 |
| ATP Finals                 |
| ATP Tour Masters 1000      |
| ATP Tour 500               |
| ATP Tour 250               |
| ATP Challenger Tour (5)    |

### Doppel

#### Turniersiege
| Nr. | Datum             | Turnier       | Belag     | Partner      | Finalgegner                     | Ergebnis         |
| --- | ----------------- | ------------- | --------- | ------------ | ------------------------------- | ---------------- |
| 1.  | 9. März 2024      | Kigali        | Sand      | Hunter Reese | S. D. Prajwal Dev David Pichler | 6:1, 7:5         |
| 2.  | 23. März 2024     | Mérida        | Sand      | Hunter Reese | Boris Kozlov Stefan Kozlov      | 7:5, 6:3         |
| 3.  | 26. Oktober 2024  | Playford City | Hartplatz | Blake Ellis  | Jake Delaney Jesse Delaney      | 6:1, 5:7, [10:5] |
| 4.  | 2. November 2024  | Sydney        | Hartplatz | Blake Ellis  | Blake Bayldon Mats Hermans      | 7:5, 7:64        |
| 5.  | 30. November 2024 | Yokkaichi     | Hartplatz | Jakub Paul   | Kokoro Isomura Hikaru Shiraishi | 6:2, 7:5         |